# László Bölöni
László Bölöni, född 11 mars 1953 i Târgu Mureș, Rumänien, är en rumänsk fotbollstränare och före detta fotbollsspelare. Han tillhör den ungerska minoriteten i Transsylvanien. Han är sedan oktober 2020 huvudtränare i grekiska Panathinaikos.

## Spelarkarriär
Som fotbollsspelare var höjdpunkten på Bölönis karriär då han blev europeisk mästare 1985/1986 med Steaua Bukarest. Steaua vann finalen mot Barcelona efter straffsparksläggning.
Med det rumänska landslaget har Bölöni spelat 102 matcher och gjort 23 mål. Han deltog bland annat i EM 1984 där han gjorde ett mål mot Spanien.

## Tränarkarriär
Bölöni började att arbeta som fotbollstränare år 1994 i den franska klubben AS Nancy, där han arbetade till och med år 2000 då han tog över det rumänska landslaget ett tag. Därifrån fortsatte han vidare till det portugisiska laget Sporting Lissabon, med vilka han vann både ligan, cupen och supercupen. Under åren i Sporting så introducerade han också Ricardo Quaresma samt Cristiano Ronaldo till seniorfotbollen.
Efter de tre makalösa åren i Sporting Lissabon återvände han till Frankrike, den här gången till Rennes. Bölöni var kvar i Rennes i tre år, därefter tog han över AS Monaco FC några månader innan han flyttade till Al Jazira i Förenade Arabemiraten. Efter att ha arbetat i klubben en säsong gick Bölöni till den belgiska klubben Standard Liège, där han vann både den belgiska ligan och den belgiska supercupen. Efter Standard Liège tog Bölöni över Al-Wahda i några månader, därefter gick han till den franska klubben RC Lens, där han också bara stannade i några månader innan han i juni 2011 skrev på för den grekiska storklubben PAOK FC.
Den 19 oktober 2020 meddelade grekiska Panathinaikos att de anställt Bölöni som ny huvudtränare i klubben.

## Meriter

### Som spelare
Steaua Bukarest
- Rumänska Ligan (3): 1984-85, 1985-86, 1986,87
- Rumänska Cupen (2): 1984-85, 1986-87
- Europacupen (1): 1985-86
- Europeiska Supercupen (1): 1986

### Som tränare
AS Nancy
- Ligue 2 (1): 1997-98

Sporting Lissabon
- Liga Sagres (1): 2001-02
- Portugisiska Cupen (1): 2001-02
- Portugisiska Supercupen (1): 2001-02

Al-Jazeera
- Gulf Club Champions Cup (1): 2007

Standard Liège
- Belgiska Ligan (1): 2008-09
- Belgiska Supercupen (2): 2008, 2009

### Individuellt
- Årets Fotbollsspelare i Rumänien (2): 1977, 1983
- Årets Fotbollstränare i Belgien (1): 2009